# Mycalesis dorycus
Mycalesis dorycus är en fjärilsart som beskrevs av Jean Baptiste Boisduval 1832. Mycalesis dorycus ingår i släktet Mycalesis och familjen praktfjärilar. Inga underarter finns listade i Catalogue of Life.